# 四十八曲峠
四十八曲峠（しじゅうはちまがりとうげ）は、長野県千曲市と長野県東筑摩郡麻績村の間にある峠。筑摩山地、聖山高原県立公園内の八頭山と冠着山（姨捨山）の間に位置する。
鞍部の標高は1020mほどで、幾つかの崖が連なっている。

## 廃道
四十八曲峠は、名ごとく急傾斜に葛篭折れの道が続く難所である。かつては鞍部付近の標高約1000mに（2014年現在で、地形図２万５分の１に掲載されてない）隧道が貫いていたが、老朽化を理由に廃道となった。
まだ通行可能であった1988年の『New Cycling』に掲載された走行レポート(薛 1988)によれば、戸倉駅と鞍部隧道との高低差は約600m、道のり13.5kmほどであり、健脚者ならば自転車で約1時間ほどで登坂できた。

## 冠着山登山道
冠着山登山道（かむりきやまとざんどう）は、永井ダムより下の付近より長野県道55号大町麻績インター千曲線から林道冠着線へ分岐し、四十八曲峠の鞍部付近の崖を避けつつも稜線に沿うかのように登り道が鞍部を越えて冠着山へ向かっている。途中、冠着山目下にある稜線の標高1100m程にある弛みを長野県道498号聖高原千曲線が越えてゆく。林道冠着線より長野県道498号聖高原千曲線へ左折し470m程進むと右手側より山頂へ続く細道になる。山頂より北側は坊城平より林道仙石線を経て千曲市立更級小学校方面へ至る。
なお廃道および冠着山登山道のいずれも車両通行止めとなっている。

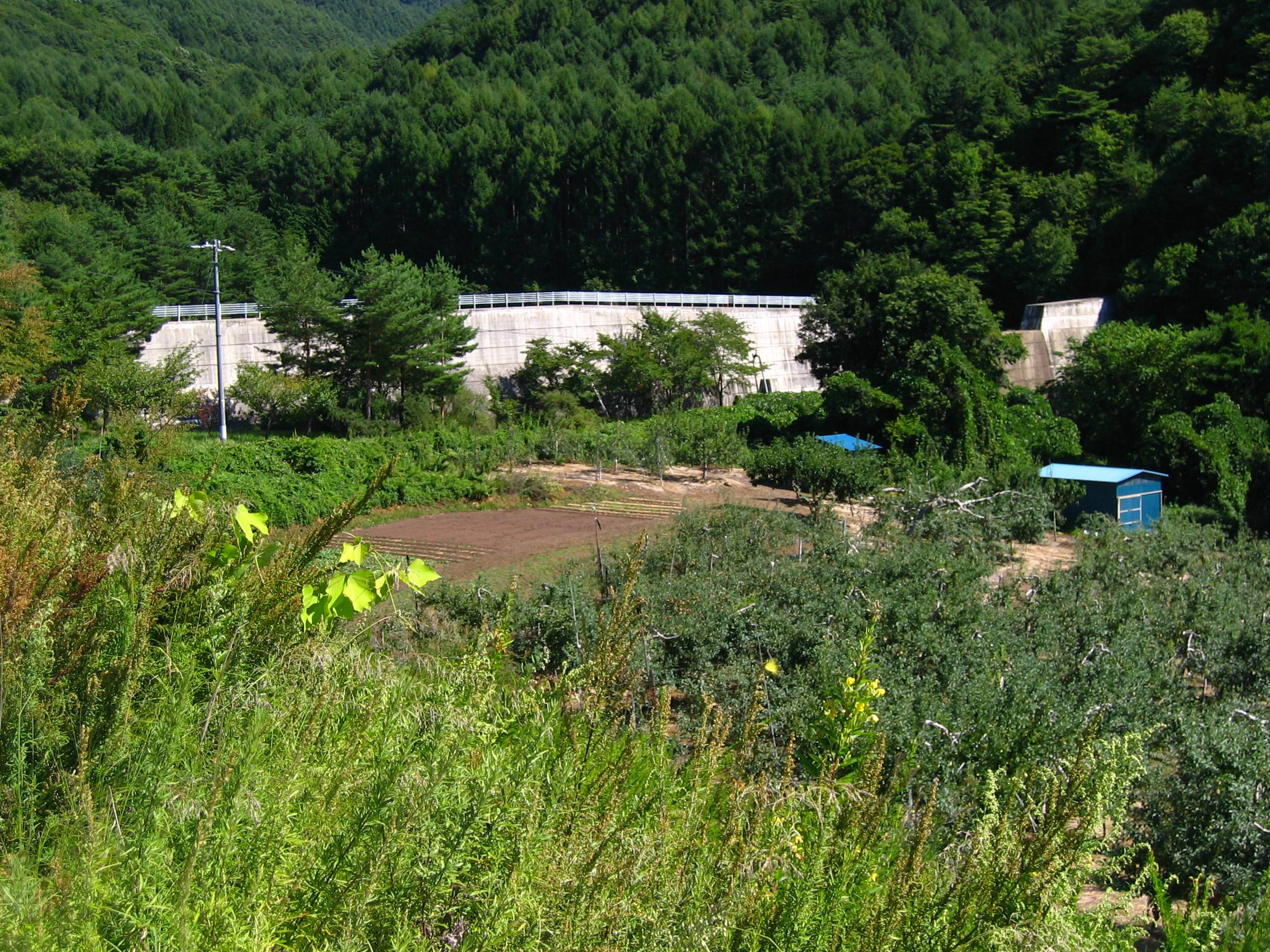
永井ダム

## 新道
旧・四十八曲峠越えの代替として、八頭山に坂上トンネル(さかがみトンネル)が整備されており長野県千曲市上山田地区方面と長野県東筑摩郡麻績村永井地区方面を結ぶ長野県道55号大町麻績インター千曲線が貫いている。旧・四十八曲峠よりも道幅も広く利便性が高くなっている。